# Заштита природе
Заштита природе представља мултидисциплинарни приступ решавању све бројнијих проблема у природи (нпр. нестанак врста, уништавање предела).

## Узроци потребе за заштитом природе
Човек је својом делатношћу изменио изглед Земље и у знатној мери оштетио биосферу. На огромним површинама планете потпуно су уништени природни екосистеми (шуме, степе, мочваре) или су замењени вештачким (плантаже, фарме, насеља). 
Оно мало природе, која још постоји као нетакнута, полако нестаје под притиском човека. Најпре је угрозио шуме као најсложеније и најпродуктивније екосистеме. И данас се то наставља у тропским шумама Амазона, западне Африке и југоисточне Азије. Читаво Средоземље било је некада покривено тврдолисном, слаборастућом шумом, а сада је та област, сечом шума, претворена у антропогену пустињу и камењар. 

## Црвене и црне књиге
Опстанак многих биљних и животињских врста данас је угрожен, многе се налазе пред ишчезавањем, а велики број је заувек нестао. Први и веома значајан корак у остваривању заштите јесте евидентирање угрожених врста флоре и фауне. Томе служе такозване Црвене књиге. Оне представљају научно-стручне публикације у којима су наведене све врсте организама које подлежу заштити према међународној класификацији степена угрожености: 
- врсте пред истребљењем;
- врсте у опасности од истребљења;
- рањиве (осетљиве врсте);
- ретке врсте.

Ретке и угрожене врсте су заштићене законом. Проглашавањем њихових станишта за строге природне резервате, у којима влада посебан режим и у којима је активност људи сведена на најмању меру, представља најефикаснији начин заштите угрожених врста. Најсложенији, али и најобухватнији облик заштите природе су национални паркови, у чијем се оквиру налази већи број резервата. 
У свету је такође формирана и Црна књига у којој је попис више хиљада врста биљака и животиња које је човек, нажалост, истребио својим бахатим, похлепним и немарним понашањем.

## Ретке, угрожене и заштићене биљне врсте Србије
Биљке које представљају природне реткости заштићене су посебним Законом о заштити природе па уништавање или берба ових биљака, осим што наноси непроцењиву штету биодиверзитету, истовремено и кривично дело које се може казнити по Закону. 
Заштићене биљке не треба брати ни скупљати!
Најзначајније угрожене и истовремено и заштићене биљке наше земље, које су под заштитом првог степена, су:
- Панчићева оморика (Picea omorika), која се може наћи на планинама око средњег тока Дрине у западној Србији (Тара, Милешевка);
- тиса (Taxus baccata), налази се по планинама и клисурама;
- молика (Pinus peuce), расте на Шар-планини и Проклетијама
- степски божур (Paeonia tenuifolia) који расте у Делиблатској пешчари;
- гороцвет (Adonis vernalis), расте на Фрушкој гори, Делиблатској пешчари, Суботичкој пешчари и др.
- росуља (Drosera rotundifolia), се може наћи на Старој планини и Власини
- саса (Pulsatilla grandis), које има на Фрушкој гори и Делиблатској пешчари
- рунолист (Leontopodium alpinum), има га на Копаонику, Мучњу, Проклетијама
- жута линцура (Gentiana lutea), живи на неприступачним каменим литицама
- госпина папучица (Cypripedium calceolus), врста орхидеје која расте на Сувој планини и заштићена је од стране УНЕСКО-а

као светска природна реткост;
- бела, шумска бреберина (Anemone nemerosa) заштићена је само у Војводини
- бели локвањ (Nimphaea alba), због исушивања мочвара је пред истребљењем
- жути локвањ
- златни љиљан (Lilium martagon), расте у влажним буковим шумама;
- ковиље (Stipea pennata);
- Дегенова коцкавица (Fritillaria gracilis);
- српска рамонда
- јагорчевина
- веприна
- велика саса
- муника
- бор кривуљ
- дивља фоја
- степски лужњак
- дивљи каранфил
- шумска саса

Списак заштићених биљака се овде не завршава већ су дате само оне биљке које су карактеристичне за одређена подручја.

## Ретке, угрожене и заштићене животиње
Најпознатије међу заштићеним животињама су:
- Аполонов лептир
- липљен
- црни даждевњак
- патка њорка (Aythya nyroca)
- орао крсташ (Aquila heliaca)
- белонокта ветрушка (Falco naumanni)
- велика дропља (Otis tarda)
- прдавац (Crex crex)
- степски соко (Falco cherrug)
- велики тетреб (Tetrao urogallus)
- белоглави суп (Gyps fulvus)
- видра
- слепи мишеви
- шарени твор

## Заштита природних станишта
Да би се заштитиле ретке и угрожене органске врсте основни услов је заштита њихових природних станишта, што се остварује на више начина:
- евидентирање угрожених врста кроз већ поменуте Црвене књиге;
- заштита Законом;
- проглашавање станишта заштићених врста за строге природне резервате где је активност човека минимална
- формирање националних паркова као најобухватнији вид заштите.